# Tore Renberg
Tore Renberg (ur. 3 sierpnia 1972 w Stavanger) – norweski pisarz, scenarzysta i muzyk.
Studiował filozofię i literaturoznawstwo na Uniwersytecie w Bergen. Pracę magisterską poświęcił onomastyce powieści W poszukiwaniu straconego czasu Marcela Prousta. Jako krytyk literacki współpracował z wieloma norweskimi czasopismami i państwową telewizją NRK. Jako pisarz zadebiutował w 1995 r. zbiorem opowiadań Sovende floke (Śpiący węzeł), za który otrzymał nagrodę im. Tarjei Vesaasa dla najlepszego debiutanta.
W 2004 r. dziennik „Morgenbladet” umieścił go na liście dziesięciu najlepszych młodych pisarzy norweskich. 
Sukces czytelniczy i uznanie krytyków przyniosła mu seria książek o burzliwym dojrzewaniu Jarlego Kleppa pochodzącego, podobnie jak autor, ze Stavanger i mającego podobne życiowe i pokoleniowe doświadczenia (gra w zespole punkowym, studia literaturoznawcze). Książki te przełożono na 11 języków (w tym polski), a powieści Mannen som elsket Yngve, 2003 (Człowiek, który pokochał Yngvego, wyd. pol. 2011), Charlotte Isabel Hansen, 2008 (wyd. pol. 2012) jako Jeg reiser alene zostały (pierwsza w 2008 a druga w 2011 zekranizowane według scenariuszy autora. Spotkały się z dobrym przyjęciem widzów i krytyków (m.in. 4 nagrody Amanda i główna nagroda na festiwalu w Lubece). W 2012 r. zekranizowano kolejną powieść o Jarlem Kleppie pt. Kompani Orkheim (2005).